# Amomyrtus
Amomyrtus es un género de plantas con dos especies, perteneciente a la familia Myrtaceae. Es natural de Chile y Argentina

## Taxonomía
El género fue descrito por (Burret) D.Legrand  &  Kausel y publicado en Lilloa 13: 145. 1947[1948].
Etimología
Amomyrtus nombre genérico que proviene del griego amo (odoríferas) + Myrtus (en referencia al nombre de la familia).

## Especies aceptadas
A continuación se brinda un listado de las especies del género Amomyrtus aceptadas hasta diciembre de 2014, ordenadas alfabéticamente. Para cada una se indica el nombre binomial seguido del autor, abreviado según las convenciones y usos.	
- Amomyrtus luma D.Legrand & Kausel
- Amomyrtus meli D.Legrand & Kausel